# 台湾総督府鉄道1形蒸気機関車

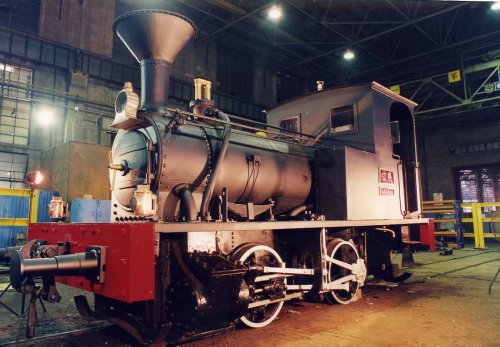
騰雲号機関車（レプリカ）

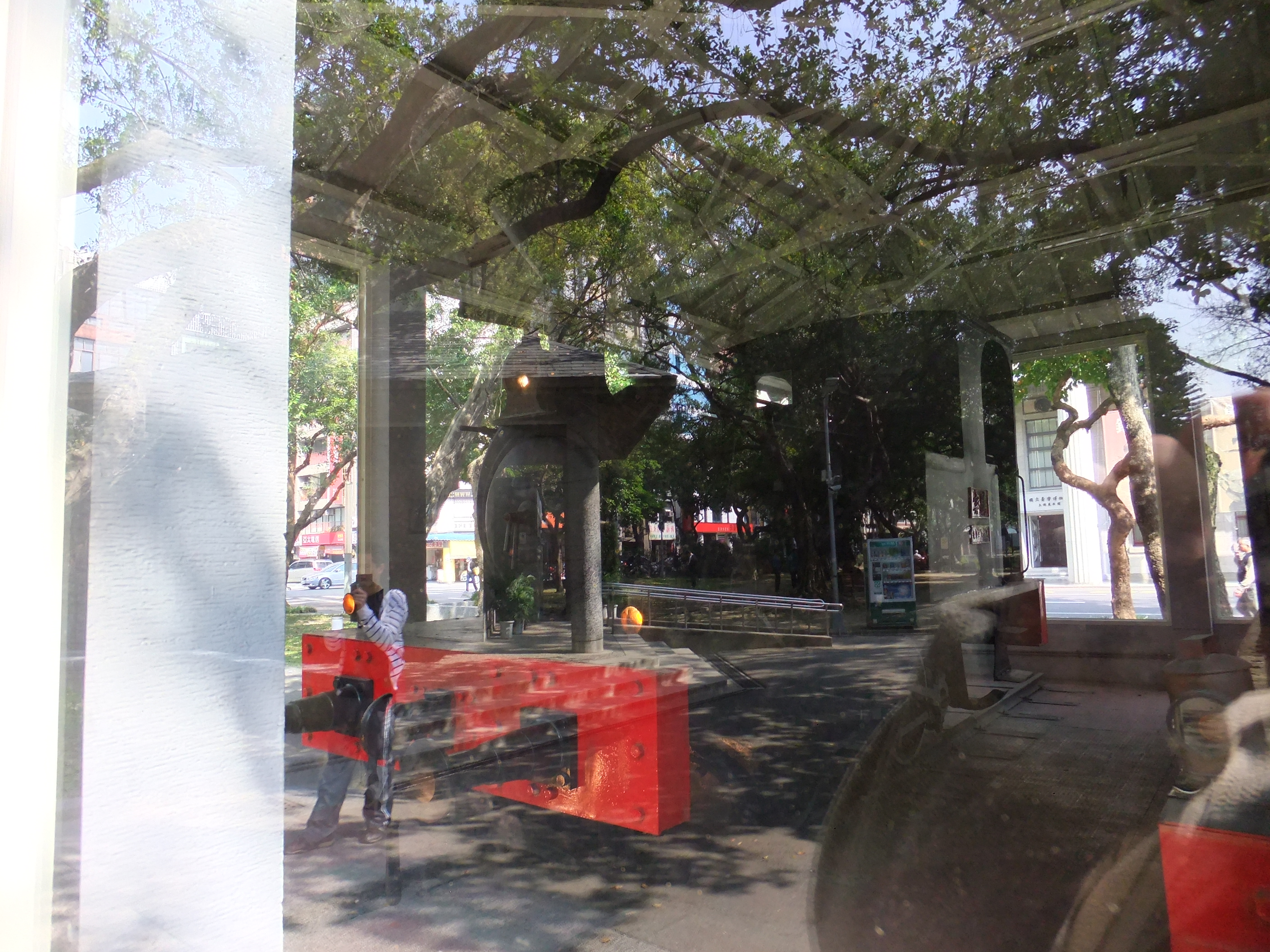
保存されている騰雲号機関車

1形は、かつて日本統治下の台湾総督府鉄道に所属したタンク式蒸気機関車で、台湾における1号機関車である。

## 概要
もとは、清国政府が基隆・台北間鉄道の建設のため、1887年（光緒12年）にドイツのホーエンツォレルン機関車製造(Hohenzollern Aktiengesellschaft für Lokomotivbau)から2両（製造番号483, 484）を輸入した、車軸配置0-4-0(B)、2気筒単式の飽和式小型ウェルタンク機関車である。番号は1, 2で、1号機に「騰雲（とううん）」、2号機に「御風（ぎょふう）」という、愛称が付されていた。
形態的には、ドイツ流のすっきりとした形態の機関車である。煙突は、当初単純なパイプ型であったが、火の粉の飛散対策として、1906年（明治39年）頃にはダイヤモンド型となっていた。
1895年（明治28年）、日清戦争の結果、下関条約により台湾が日本に割譲されると、日本陸軍がこの鉄道を接収し、さらに1899年（明治32年）には台湾総督府内に鉄道部が設立され、本形式もその所属となった。
1900年（明治33年）には、台湾南部の打狗・台南間に鉄道が開業し、台湾総督府鉄道は南北に接続しない鉄道を保有することとなったため、1902年（明治35年）に整理のため北部に所属する機関車には偶数番号を、南部に所属する機関車には奇数番号を与えることとなり、北部に所属した本形式は、それぞれ2, 4と改番された。しかし、縦貫線が全通すると区別をする意味がなくなることから、1908年（明治42年）の全通に先立つ1905年（明治38年）に再度改番を行い、両機は旧番号に復した。
配置は、一時期1両が南部の所属になったものの、1917年（大正6年）まではほぼ一貫して台北の所属であったが、その後は苗栗、台中→基隆・嘉義と目まぐるしく移動を繰り返した。最後は彰化と高雄の配置で、1924年（大正13年）に廃車となった。その際、1は台湾の1号機関車であることから、9号機関車とともに記念物として台北博物館に保存された。その後、そのまま台北新公園（1996年に「二二八和平公園」に改称）内に保存されており、2003年にはガラス張りの専用保存館に移され、現在もその姿を見ることができる。
また、2009年3月には「騰雲」の実物大レプリカが中国浙江省杭州市の工場で製作された。これは、台湾での運転に備えたもので、外観ばかりでなく蒸気機関の機構まで復元したものである。

## 主要諸元
- 全長：6,477mm
- 全高：3,461mm
- 全幅：2,184mm
- 軌間：1,067mm
- 車軸配置：0-4-0(B)
- 弁装置：アラン式
- シリンダー（直径×行程）：292mm×406mm
- ボイラー圧力：7.0kg/cm2
- 火格子面積：0.52m2
- 全伝熱面積：34.84m2
- 機関車運転整備重量：16.41t
- 機関車動輪上重量（運転整備時）：16.41t
- 水タンク容量：1.58m3
- 燃料積載量：0.6t